# Thomas Kretschmann
Thomas Kretschmann (Dessau, 8 de setembro de 1962) é um actor alemão, mais conhecido por interpretar Tenente Hans von Witzland no filme de 1992 Stalingrad, Hauptmann Wilm Hosenfeld em O Pianista, Hermann Fegelein em Der Untergang, e Capitão Englehorn no remake de 2005, King Kong.

## Biografia
Kretschmann nasceu em Dessau, na então Alemanha de Leste. Antes de se tornar actor, Kretschmann treinou para se tornar um nadador olímpico. Aos 19 anos de idade deixou a Alemanha de Leste e começou uma longa caminhada de um mês até à Alemanha Ocidental, durante a qual perdeu parte de um dedo, que mais tarde foi cirurgicamente recolocado. Kretschmann atravessou quatro fronteiras apenas com o seu passaporte e o equivalente a US$100 na sua posse.

## Carreira
Começou a actuar aos 25 anos, estrelando em vários filmes e séries de televisão. Em 1991, Kretschmann foi premiado com o Prémio Max Ophüls para melhor actor jovem pelo seu papel em Der Mitwisser. Seguiram-se os filmes Stalingrad (1993), de Joseph Vilsmaier, e The Stendhal syndrome (1996), de Dario Argento.
Kretschmann, embora popular na Alemanha, não recebeu o reconhecimento de Hollywood até ter desempenhado o papel de Wilm Hosenfeld no filme O Pianista, de Roman Polanski. Deste então Kretschmann tem frequentemente desempenhado papéis de oficiais militares do Terceiro Reich. Em 2004 Kretschmann desempenhou o papel de Hermann Fegelein em A Queda: Hitler e o Fim do Terceiro Reich. Em 2007 Kretschmann vestiu a pele de Adolf Eichmann no filme Eichmann. Em Valquíria (2008) Kretschmann desempenhou o papel do Major Otto Ernst Remer, um oficial da Wehrmacht que teve um papel chave no desfecho do Atentado de 20 de Julho de 1944. Thomas Kretschmann foi considerado para desempenhar o papel do Coronel Claus von Stauffenber em Valquíria antes do papel ser atribuído a Tom Cruise.
Em 2004, Kretschmann desempenhou o papel do Major Timothy Cain, em Resident Evil: Apocalypse. No mesmo ano, participou no filme francês Immortel com Linda Hardy. O filme foi notável pela interacção entre imagens geradas por computador e actores reais.
Em 2005, Kretschmann volta a trabalhar com Adrien Brody no remake de King Kong, realizado por Peter Jackson
No ano seguinte, Kretschmann começou a ganhar elogios por seu papel em Butterfly: A Grimm Love Story (Rohtenburg, na Alemanha). Um thriller psicológico, o filme co-estrelado por Keri Russell foi inspirado no caso de canibalismo praticado por Armin Meiwes. Em 2006 o Festival de Cinema de Sitges, Kretschmann compartilhou o Prémio de Melhor Actor pelo seu desempenho neste filme com Thomas Huber. Kretschmann também dividiu o mesmo prémio com Huber em 2007 no Puchon International Fantastic Film Festival.
Kretschmann é também o rosto de um perfume de Hugo Boss. Ele vive em Los Angeles.
No início de 2009 Kretschmann confirmou que se tinha separado da sua parceira, com quem viveu por 12 anos, Lena Roklin. Kretschmann tem três filhos com sua ex-namorada. Desde a separação Kretschmann iniciou um relacionamento com a modelo iraniano-alemã Shermine Shahrivar e em 2011 havia terminado com ela e está com Britany Rice.

## Filmografia
- A Rainha Margot (1994)
- Stalingrad (1993)
- Esther (1999)

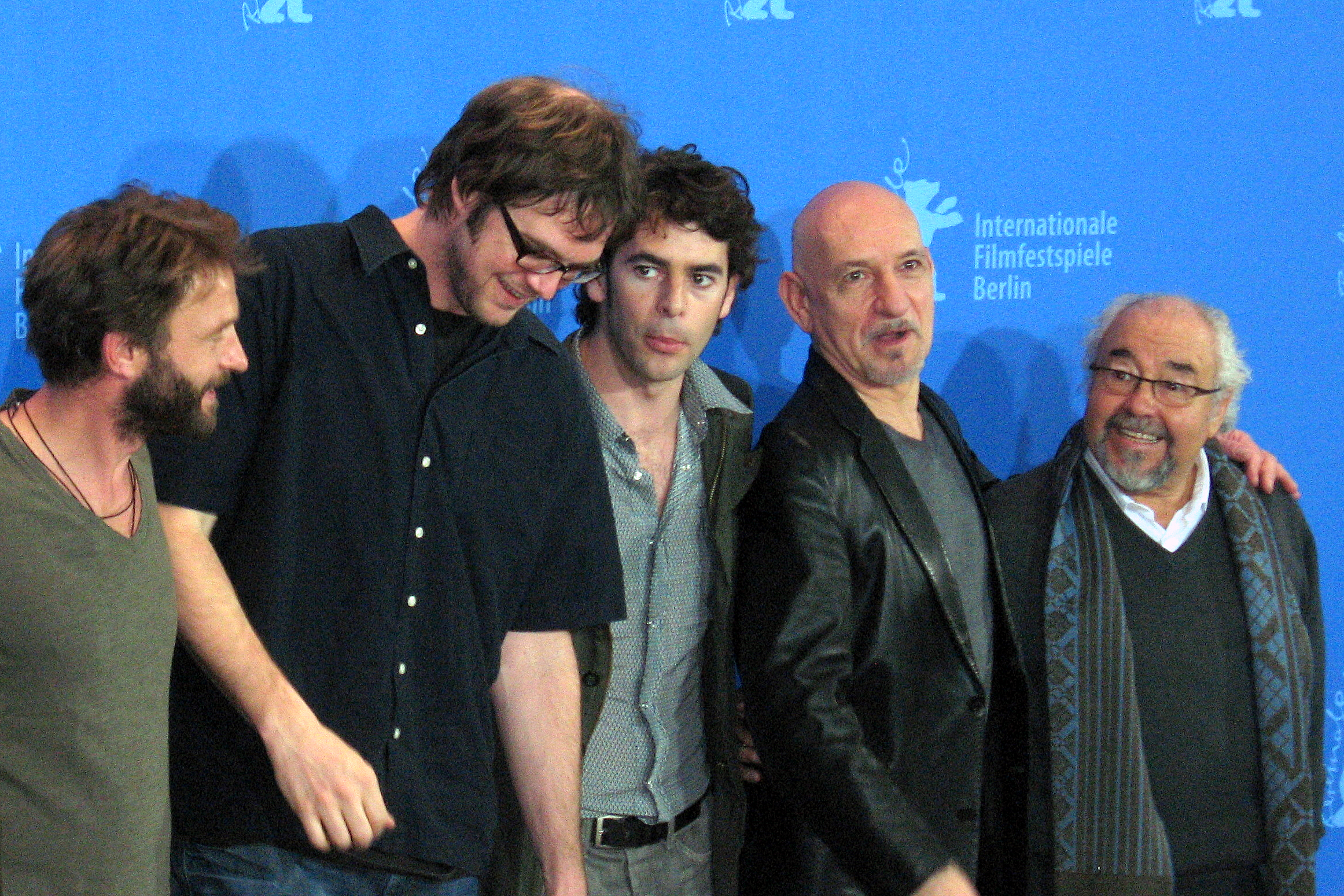
Da esquerda para a direita: Thomas Kretschmann, Brad Anderson, Eduardo Noriega, Ben Kingsley, Julio Fernández.

- U-571 - A Batalha do Atlântico (2000)
- Papà Rua Alguem 5555 (2002)
- Blade II (2002)
- The Pianist (2002)
- Der Untergang (2004)
- 24 horas (2 episódios em 2004)
- Head in the Clouds (2004)
- Resident Evil: Apocalypse (2004)
- King Kong (2005)

- Profecia Celestina (2006)
- Next (2007)
- Operação Valquíria (2007)
- In Tranzit (2008)
- Wanted (2008)
- Transsiberian (2008)
- Separation City (2009)
- King Conqueror (2009)
- The Big Bang (2010)
- Cars 2 (2011) voz
- What a Man (2011)
- Hostel: Part III (2011)
- Dracula 3D
- Stalingrad (2013)
- Capitão América: O Soldado Invernal (2014) - Cena Pós-créditos
- Os Vingadores: A Era de Ultron (2015)
- Stratton - Forças Especiais (2017)

## Prémios
1. Melhor Actor Jovem (Mitwisser Der), Festival de Max Ophüls, 1991.
2. Melhor Actor (Rohtenburg), Sitges - Festival Internacional de Cinema da Catalunha de 2006.
3. Melhor Actor (Rohtenburg), Bucheon Festival Internacional de Cinema Fantástico de 2007.